# Германско военно гробище (Градско)
Германско военно гробище (на немски: Deutsche Kriegsgräberstätte Gradsko) край село Градско, Северна Македония е създадено по време на Първата световна война. Построен е паметник, който обаче е разрушен, а гробищата днес са в руини.
Второ германско военно гробище от Първата световна война се намира в Битоля, а трето е това в Прилеп.